# 柔らかな肌
『柔らかな肌』（やわらかなはだ、原題：Eloïse） は、2009年に製作されたスペインの映画。カタルーニャ語映画である。監督はヘスース・ガライ。日本では劇場未公開。 

## キャスト
- アジア：ディアナ・ゴメス（カタルーニャ語版）
- エロイーズ：アリアドナ・カブロル（カタルーニャ語版）
- ラウラ・コネヘーロ（カタルーニャ語版）
- ナサニエル：ベルナート・サウメル
- エリカ：カロリーナ・モントーヤ